# Dolní tvrz (Jinošov)
Dolní tvrz v Jinošově byla jedna ze dvou tvrzí v Jinošově, byla umístěna na zahradě nynějšího domu čp. 27. Druhou tvrzí je Horní tvrz, která byla upravena na zámeček a později na faru kostela v Jinošově.

## Popis
Dolní tvrz stála v severovýchodní části vsi, ležela na malém návrší. Velikost tvrze není známa, ale tvrziště dle údajů by mělo mít rozměry asi 11 × 11 metrů, příkop by měl být široký asi 12 metrů.

## Historie
Dolní tvrz existovala nejpozději v roce 1368, kdy vesnice byla rozdělena mezi rody Otradických a Kralických, kdy dolní tvrz byla zbudována Otradickými. V roce 1398 pak Otradičtí získaly i druhou část vesnice a přestěhovali se do Horní tvrze. Dolní tvrz tak již nesloužila jako panské sídlo a v roce 1418 při prodeji vsi Archlebovi z Říčan pak byla Dolní tvrz uvedena jako pustá. V roce 1446 byly prodány majetky i s oběma tvrzemi, kdy dolní již nemusela existovat.